# Peter Grimm

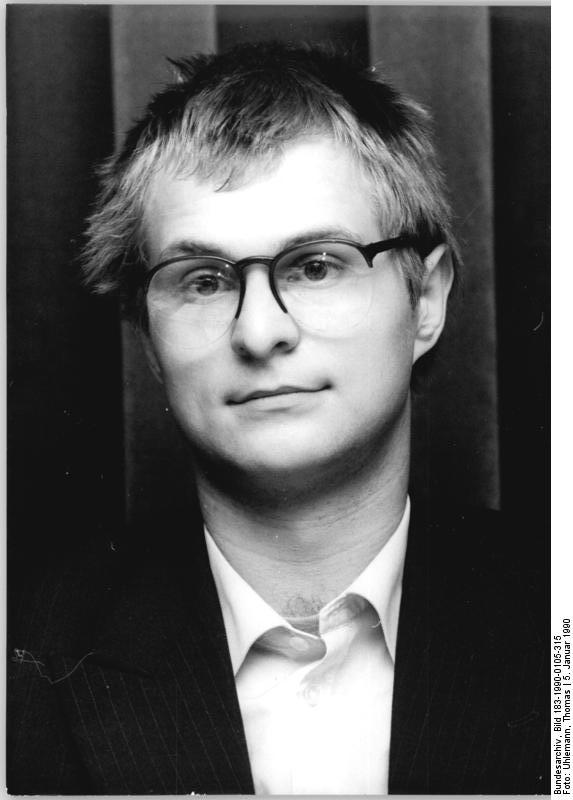
Peter Grimm (1990)

Peter Grimm (* 24. März 1965 in Berlin) ist ein deutscher Journalist, Dokumentarfilmer und Filmproduzent.
Er gehörte in den 1980er Jahren zur Bürgerrechtsbewegung und zum organisierten Widerstand in der DDR, war Mitbegründer der Initiative Frieden und Menschenrechte (IFM) in Berlin und einer der Sprecher dieser staats- und kirchenunabhängigen Gruppe. Er war Redakteur und Mitherausgeber der Untergrund-Samisdat-Zeitschrift Grenzfall.

## Leben
Peter Grimm wuchs in Berlin-Friedrichshagen auf. Sein Vater ist Diplom-Ökonom, seine Mutter Diplom-Vermessungsingenieurin. Er wurde kurz vor dem Abitur von der Erweiterten Oberschule (EOS) unter dem Vorwurf ausgeschlossen, seine „moralisch-charakterlichen Grundlagen“ erfüllten die Anforderungen nicht. Grimm hatte unter anderem 1982 an der Beerdigung von Robert Havemann teilgenommen. Seitdem steht er in Kontakt zu Werner Fischer und Ralf Hirsch.
Die Bemühungen des Ministeriums für Staatssicherheit der DDR, ihn anzuwerben, lehnte er 1983 entschieden ab. Nachdem er neun Tage vor dem Abitur die EOS verlassen musste, verrichtete er anschließend Hilfstätigkeiten im Transformatorenwerk Oberspree, um nicht als Arbeitsloser wegen „asozialen Verhaltens“ (§ 249 StGB der DDR) verurteilt zu werden. Im selben Jahr beteiligte er sich an der Gründung eines Friedenskreises in der Bekenntniskirche in Berlin-Treptow und wurde Mitglied des Friedenskreises Wühlmaus.
1985 war er Mitherausgeber eines Protestbriefes anlässlich des Internationalen Jahres der Jugend, im Juli unterzeichnete er einen offenen Brief an die Teilnehmer der XII. Weltfestspiele der Jugend und Studenten in Moskau. Er war einer der Sprecher des Vorbereitungskreises eines Menschenrechtsseminars in der Bekenntnisgemeinde, das von der Leitung der Berlin-Brandenburgischen Evangelischen Kirche verboten wurde.
Am 24. November 1985 wurde in der Wohnung von Wolfgang Templin aus der Vorbereitungsgruppe des Menschenrechtsseminars die Initiative Frieden und Menschenrechte gegründet. Grimm zählte zu den Gründern der staats- und kirchenunabhängigen Initiative Frieden und Menschenrechte (IFM) in Ost-Berlin und war einer ihrer ersten Sprecher.
Am 29. Juni 1986, zum Tag der Friedenswerkstatt in der Berliner Erlöserkirche, erschien die erste Ausgabe der Zeitschrift grenzfall, herausgegeben und hergestellt von den IFM-Mitarbeitern Peter Grimm, Ralf Hirsch, Peter Rölle und Rainer Dietrich (vom Ministerium für Staatssicherheit als Inoffizieller Mitarbeiter IM „Cindy“ geführt). Die Untergrund-Samisdat-Zeitschrift grenzfall zeigte schon mit dem Titelbild der ersten Nummer explizit und unzweideutig ihre Zielsetzung: Grenz-Fall im Sinne von Mauer-Fall oder Zerstörung der Staatsgrenze und mithin des DDR-Staates. Die Zeitschrift wurde 1986 bis 1987 in Ost-Berlin herausgegeben und erschien in 17 Ausgaben. Wurden die ersten beiden Ausgaben in einer Auflage von ca. 50 Exemplaren auf Fotopapier (Peter Grimm arbeitsteilig mit Dirk Sarnoch) hergestellt, erreichten die mit Ormig-Hektografie vervielfältigten bis zu 800 Exemplare, aber erst durch die Vervielfältigungstechnik mit Wachs-Matrize konnten Auflagen von über 1000 Exemplaren hergestellt werden. Gedruckt wurde in wechselnden Wohnungen und in der Umwelt-Bibliothek (UB) in der Zionskirchgemeinde, wo auch die Umweltblätter erschienen sind.
1986 gehörte Peter Grimm im Januar zu den Mitträgern eines Appells an die Volkskammer, in dem unter anderem „die Aufstellung unabhängiger Kandidaten zu Kommunal- und Volkskammerwahlen“ gefordert wurde. Im April beteiligte er sich an der Eingabe zum XI. Parteitag der SED. Im September trat er in der Wohnung von Steffen Gresch in Leipzig zu einer Lesung auf, die zur Gründung der Arbeitsgruppe Menschenrechte beitrug. Unter den Anwesenden befand sich auch Christoph Wonneberger. Im Oktober unterzeichnete Grimm die Gemeinsame Erklärung aus Ost-Europa von Friedens- und Oppositionsgruppen aus Ungarn, Polen, der Tschechoslowakei und der DDR an die Weltöffentlichkeit. „Anlaß für diesen bisher einmaligen Schritt von Dissidenten aus vier Ostblock-Staaten ist der 30. Jahrestag des Ungarn-Aufstandes am 23. Oktober 1956“. Im November unterzeichnete Grimm das Memorandum Das Helsinki-Abkommen mit wirklichem Leben erfüllen. Im Jahre 1987 gehörte er zu den Unterzeichnern eines Briefes der IFM zum zehnten Jahrestag der Charta 77, im Dezember wurde er vorläufig festgenommen.
Im Frühjahr 1988 war Grimm Mitinitiator des Sonnabendskreises, der sich regelmäßig konspirativ in Leipzig versammelte und aus dem zum Tag der Menschenrechte am 10. Dezember 1988 die DDR-weite Arbeitsgruppe zur Situation der Menschenrechte in der DDR hervorging.
Im Oktober 1989 schloss Grimm sich während der Revolution in der DDR der neu gegründeten Sozialdemokratischen Partei (SDP) an, arbeitete in deren Pressestelle und wurde in deren Vorstand kooptiert. Von der geplanten Zeitschrift Depesche erschien nur eine Nummer. Grimm verließ die SDP im Januar 1990, als diese das Oppositionsbündnis (Bündnis der Organisationen der Bürgerrechtsbewegung und der sich neu gründenden Parteien gegen das Lager der Staatspartei SED und ihrer Blockparteien) aufkündigte. Grimm war Mitherausgeber von OSTKREUZ 1989.
In den Jahren 1990/1991 arbeitete er als Redakteur der Zeitung die andere in Berlin. Ab November 1990 bis März 1991 war Grimm als Pressesprecher der Fraktion Bündnis 90/Die Grünen im ersten demokratisch gewählten Sächsischen Landtag der Bundesrepublik in Dresden tätig.
Danach arbeitet er bei verschiedenen Fernseh-Produktionsfirmen. Seit Herbst 1995 ist Grimm freier Autor und Journalist, drehte Dokumentarfilme zur Aufarbeitung der DDR-Geschichte und über den Widerstand in der DDR, war Filmproduzent bei Tangens-TV. Zwischenzeitlich war er von 2007 bis 2012 Redakteur der Zeitschrift Horch & Guck. Daneben veröffentlicht er regelmäßig in dem Weblog Achse des Guten. Seit 1998 engagierte er sich im Archiv der Initiative Frieden und Menschenrechte Sachsen e.V. (IFM-Archiv Sachsen) im Vorstand sowie in der Forschungsarbeit.
Im Jahre 2011 erschien im Avant-Verlag eine Comic-Adaption der Oppositions-Geschichte über Peter Grimm und den grenzfall, die  mit Mitteln der Bundesstiftung zur Aufarbeitung der SED-Diktatur gefördert wurde und auch als Unterrichtsmaterial in Schulen eingesetzt werden kann.

## Filmographie
- „Die Unruhestifter“ (30 min. MDR/1999)
- „Neue Fronten“ (30 min. MDR/2000)
- „Der Umbetter“ (30 min. MDR/2002)
- „Ernas Courage“ (30 min. RBB/2004)
- „Der Sohn des Staatsfeindes“ (30 min. MDR/2004)
- „Die Häftlingsbotin“ (30 min. MDR/2005)
- „Die Kinder der Erschossenen“ (30 min. ARD/MDR/2005)
- „Die Bessarabierin“ (90 min. 2006)
- „Aufsässig oder Arbeitsscheu – verurteilt als ‚asozial’ in der DDR“ (30 min. MDR/2006)
- „Der Aufbrecher“ (30 min. MDR/2007)
- „Rischkanowka oder Der König von Bessarabien“ (90 min. 2008)
- „Hinter Stacheldraht geboren“ (30 min. ARD/MDR/2008)
- „Verschwörung unterm Kirchendach?“ (30 min. MDR/2009)
- „Der Mut der Anständigen“ (30 min. MDR/2010)
- „Bangladesh Extra Dry“ (30 min. CIPSEM/2011)
- „Die Waldbrüder“ (90 min. 2013)
- „Die vergessenen Kinderheime in der DDR“ (45 min. ARD/MDR/2014)
- „Gerhard Schöne – Der leise Rebell“ (Serie „Lebensläufe“, 30 min. MDR/2016)